# Státní znak Severního Kypru
Státní znak Severního Kypru (Severokyperské turecké republiky) vychází ze znaku Kypru. Bílá vzhůru letící holubice s olivovou ratolestí v zobáku na žlutém zeleně lemovaném štítu. Nad štítem je zelený letopočet 1983 (rok vyhlášení Severokyperské turecké republiky) a bílý obrys půlměsíce s obrysem pěticípé hvězdy. Kolem štítu je věnec z olivových listů.        
Tento znak používá pouze Severní Kypr. Kypr (Kyperská republika) používá odlišný státní znak.